# Vítejte v džungli
Vítejte v džungli (v anglickém originále The Rundown) je americký akční film z roku 2003. Režisérem filmu je Peter Berg. Hlavní role ve filmu ztvárnili Dwayne Johnson, Seann William Scott, Rosario Dawson, Christopher Walken a Ewen Bremner.

## Obsazení
| Dwayne Johnson        | Beck                      |
| Seann William Scott   | Travis Alfred Walker      |
| Rosario Dawson        | Mariana                   |
| Christopher Walken    | Cornelius Bernard Hatcher |
| Ewen Bremner          | Declan                    |
| Jon Gries             | Harvey                    |
| Ernie Reyes, Jr.      | Manito                    |
| William Lucking       | Walker                    |
| Arnold Schwarzenegger | host v baru               |